# Braveheart
Braveheart  es una película estadounidense histórica-dramática de 1995 dirigida, producida y protagonizada por Mel Gibson. La cinta épica, basada en la vida de William Wallace, un héroe nacional escocés que participó en la primera guerra de Independencia de Escocia, fue ganadora de cinco Premios Óscar, incluyendo mejor película.

## Argumento
En 1280, el rey Eduardo I de Inglaterra invade y conquista Escocia tras la muerte de Alejandro III de Escocia, que no dejó heredero al trono. William Wallace es testigo de una traición del rey inglés contra un grupo de señores feudales locales, sobrevive a la muerte de su padre y su hermano, y es llevado al extranjero en una peregrinación por toda Europa por su tío paterno Argyle, donde es educado. Años después, Eduardo I le otorga a sus nobles tierras y privilegios en Escocia y así mismo concede a nobles Escoceses, para conseguir su apoyo tierras en Inglaterra, incluida la primae nocte. Mientras tanto, Wallace regresa a Escocia y se enamora de su amiga de la infancia Murron MacClannough, y los dos se casan en secreto para evitar la primae nocte. Wallace rescata a Murron de ser violada por soldados ingleses, pero mientras lucha contra su segundo intento, Murron es capturada y ejecutada públicamente. En venganza, Wallace lidera a su clan y asesina a la guarnición inglesa en su ciudad natal y envía a la guarnición invasora de Lanark de regreso a Inglaterra.
El Zanquilargo ordena a su hijo, el príncipe Eduardo, que detenga a Wallace por todos los medios necesarios ya que él debe dirigir otra campaña en defensa de los feudos ingleses en Francia. Wallace se rebela contra los ingleses y, a medida que su leyenda se propaga, cientos de escoceses de los clanes circundantes se unen a él. Wallace lleva a su ejército a la victoria en la batalla del Puente de Stirling y luego incursiona en el norte de Inglaterra ahora indefenso sin el ejército aniquilado en Stirling, saquea la ciudad de York matando al sobrino de El Zanquilargo y enviando su cabeza cortada al rey, el cual en su colera defenestra él mismo al ayuda de cámara del Príncipe Eduardo por sus impertinencias y por considerarlo incompetente para asesorar militarmente a su hijo. Wallace por su lado busca la ayuda de Robert Bruce, el hijo del noble Robert Bruce Sr. y aspirante a la Corona escocesa. Robert está dominado por su padre enfermo de lepra, quien desea asegurar el trono para su hijo sometiéndose a los ingleses. Preocupado por la amenaza de la rebelión, El Zanquilargo envía a la esposa de su hijo, Isabel de Francia, para intentar negociar con Wallace como una distracción para el envío de otra fuerza de invasión en Escocia, esta vez por mar.
Después de conocerlo en persona, Isabel se enamora de Wallace. Advertido de la inminente invasión por Isabel -el príncipe Eduardo había ordenado levas y el Rey las había reorganizado para invadir Escocia-, Wallace implora a la nobleza escocesa que tome medidas inmediatas para contrarrestar la amenaza y recuperar el país. Liderando al ejército inglés él mismo, el Rey Eduardo se enfrenta a los escoceses en Falkirk, donde los nobles Lochlan y Mornay, después de haber sido sobornados por el rey inglés, traicionan a Wallace, causando que los escoceses pierdan la batalla tras una lluvia de flechas galesas que mataron indiscriminadamente en el fragor de la melé. Cuando Wallace, con un pedazo de flecha clavada en el hombro carga contra El Zanquilargo a caballo, es interceptado por uno de los lanceros del rey, que resulta ser Robert Bruce, pero lleno de remordimiento, Bruce lleva a Wallace a un lugar seguro antes de que los ingleses puedan capturarlo. Wallace mata a Lochlan y Mornay por su traición y libra una guerra de guerrillas contra los ingleses durante los próximos siete años con la ayuda de Isabel con quien finalmente tiene una aventura amorosa. Robert establece una reunión con Wallace en Edimburgo, pero el padre de Robert ha conspirado con otros nobles para capturar y entregar a Wallace a los ingleses. Al enterarse de su traición, Robert -vapuleado en su intento de salvar a Wallace- rechaza a su padre. Isabel se venga del rey Eduardo, que ahora padece una enfermedad terminal, diciéndole que su linaje será destruido después de su muerte, ya que ahora está embarazada del hijo de Wallace.
En Londres, Wallace es llevado ante un magistrado inglés, juzgado por alta traición y condenado a ser torturado y decapitado públicamente. Incluso mientras es ahorcado, arrastrado y descuartizado, Wallace se niega a someterse al rey mientras que la multitud que al principio lo abucheaba e injuriaba mira después horrorizada su suplicio. Conforme los gritos pidiendo misericordia para él -darle muerte inmediatamente para que deje de sufrir- provienen de la multitud que mira profundamente conmovida por el valor del escocés, el magistrado le ofrece una última oportunidad, pidiéndole que pronuncie la palabra "misericordia" y que se le concederá una muerte rápida. Wallace grita, "¡Libertad!", y el juez ordena su muerte considerando que ya es inútil que sufra más. Momentos antes de ser decapitado, Wallace tiene una visión de Murron en la multitud sonriéndole, pero Wallace no muere en vano Eduardo I muere quedando como sucesor del trono su hijo el débil Eduardo II.
En 1314, Robert, ahora rey de Escocia, lidera un ejército escocés ante una línea ceremonial de tropas inglesas en los campos de Bannockburn, donde debe aceptar formalmente el dominio inglés. Cuando comienza a cabalgar hacia los ingleses, se detiene e invoca la memoria de Wallace, implorando a sus hombres que luchen con él como lo hicieron con Wallace. Robert luego lleva a su ejército a la batalla contra el atónito inglés, ganando la libertad de los escoceses.

## Reparto
- Mel Gibson - William Wallace
- Sophie Marceau - Princesa Isabel de Francia
- Angus Macfadyen - Robert the Bruce
- Patrick McGoohan - Rey Edward "Longshanks"
- Catherine McCormack - Murron MacClannough
- Brendan Gleeson - Hamish
- Peter Hanly - Príncipe Edward
- James Cosmo - Campbell
- David O'Hara - Stephen de Irlanda
- Ian Bannen - Padre de Bruce
- Seán McGinley - MacClannough
- Brian Cox - Argyle Wallace
- Sean Lawlor - Malcolm Wallace
- Sandy Nelson - John Wallace
- Stephen Billington - Phillip
- John Kavanagh - Craig
- Alun Armstrong - Mornay
- John Murtagh - Lochlan
- Tommy Flanagan - Morrison
- Donal Gibson - Stewart
- Jeanne Marine - Nicolette
- Michael Byrne - Smythe
- Malcolm Tierney - Magistrado
- Bernard Horsfall - Balliol
- Peter Mullan - Veteran
- Gerard McSorley - Cheltham
- Richard Leaf - Gobernador de York
- Mark Lees - Viejo escocés lisiado
- Tam White - MacGregor
- Jimmy Chisholm - Faudron
- David Gant - El magistrado real
- James Robinson - Joven William Wallace
- Mhairi Calvey - Joven Murron
- Andrew Weir - Joven Hamish

## Banda sonora

### Antecedentes
La banda sonora de la película publicada en el 1995 fue compuesta por el compositor James Horner conocido por haber realizado las bandas sonoras de las películas Titanic, Avatar —ambas de James Cameron—, Leyendas de pasión o A Beautiful Mind entre otras. La banda sonora incluye una melodía que apareció luego en 1997 en la banda sonora de Titanic , la cual llegó a vender 24 millones de copias y ganó un varios premios entre ellos dos Grammys en 1998
Es uno de sus trabajos más aclamados, candidato a un Oscar, a un Premio BAFTA y a un Globo de Oro. Debido a ello fue objeto de una reedición en 1997 menos aclamada que la anterior y que incluía siete minutos de música inédita y algunos sonidos y diálogos de la película.

### Producción
La producción la llevó a cabo el mismo compositor James Horner.

### Contenido de Braveheart

#### Lírico
El álbum se realizó de manera instrumental aunque el CD More music from Braveheart (1997) llevó consigo partes habladas del guion con las mismas voces de la película.

#### Melodías e instrumentación
El propio James Horner ha afirmado que sus trabajos están influenciados por la música celta y justamente en esta obra las dieciocho piezas instrumentales, interpretadas por la Orquesta Sinfónica de Londres beben fuertemente de influencias de música escocesas o celtas. Para recrear este ambiente épico emocionante y lleno de melancolía y romanticismo se utilizaron gaitas, flautas envolventes, tambores bodhrán, un coro de niños y percusión.

### Recepción

#### Crítica
En Allmusic el crítico Stephen Thomas Erlewine calificó a la banda sonora con dos estrellas de cinco diciendo de ella que capturaba «el patriotismo y aventura de la película a la perfección». En Soundtrack.net el equipo de redacción le otorgó una puntuación de cuatro estrellas; destacó como aspectos interesantes de la misma su «falta de masculinidad» y sus «Hosnerismos». La crítica prosiguió diciendo que aunque las repeticiones de estilo eran muy evidentes no podía decirse que la obra no fuera «intensamente atractiva» escuchada en el contexto de la película. Como aspecto negativo indicó que podía oírse una repetición de sonidos ya utilizados en otras obras del compositor londinense aunque logró el aspecto romántico de combinar una orquesta romántica con el carácter étnico. Para terminar escribieron que en su conjunto es una colección bien arreglada de las mejores composiciones de Horner.

#### Comercial
El álbum fue candidato a un premio de la Academia así como a un Globo de Oro y a los Premios BAFTA en el año 1995 y pasó a ser uno de los álbumes más aclamados del compositor.

### Lista de canciones
Todas las canciones escritas y compuestas por James Horner. 
| Braveheart       |                                          |          |  |
| N.º              | Título                                   | Duración |  |
| 1.               | «Main title»                             | 2:51     |  |
| 2.               | «A gift of a thistle»                    | 1:37     |  |
| 3.               | «Wallace courts Murron»                  | 4:25     |  |
| 4.               | «The secret wedding»                     | 6:33     |  |
| 5.               | «Attak on Murron»                        | 3:00     |  |
| 6.               | «Revenge»                                | 6:23     |  |
| 7.               | «Murron's burial»                        | 2:13     |  |
| 8.               | «Making plans / Gathering the clans»     | 2:05     |  |
| 9.               | «Sons of Scotland»                       | 6:19     |  |
| 10.              | «The battle of Stirling»                 | 6:07     |  |
| 11.              | «For the love of a princess»             | 4:07     |  |
| 12.              | «Falkirk»                                | 4:04     |  |
| 13.              | «Betrayal and desolation»                | 7:48     |  |
| 14.              | «Mornay's dream»                         | 1:18     |  |
| 15.              | «The legend spreads»                     | 1:09     |  |
| 16.              | «The princess pleads for Wallace's life» | 3:38     |  |
| 17.              | «Freedom / The execution / Bannockburn»  | 7:24     |  |
| 18.              | «End credits»                            | 7:12     |  |
| 77:16 / 01:08:31 |                                          |          |  |

Todas las canciones escritas y compuestas por James Horner. 
| More music from Braveheart | |          |  |
| N.º                        | Título                                                                                             | Duración |  |
| 1.                         | «Prologue "I shall tell you of Williams..."» (Robert the Bruce)                                    | 3:35     |  |
| 2.                         | «Outlawed tunes on outlawed pipes»                                                                 | 2:03     |  |
| 3.                         | «The royal wedding» (Robert the Bruce)                                                             | 2:12     |  |
| 4.                         | «The trouble with Scotland» (King Edward the Longshanks)                                           | 0:40     |  |
| 5.                         | «Scottish wedding music»                                                                           | 1:14     |  |
| 6.                         | «Prima noctes»                                                                                     | 1:46     |  |
| 7.                         | «The proposal» (Wallace and Murron)                                                                |          |  |
| 8.                         | «Scotland is free!» (Wallace)                                                                      | 0:17     |  |
| 9.                         | «Point of War / Jonny Cope / Up in the orning early (Traditional)»                                 | 2:59     |  |
| 10.                        | «Conversing with the almighty» (Various)                                                           | 1:20     |  |
| 11.                        | «The road to the Isles / Glendaural Highlanders / The old rustic bridge bt the Mill (Traditional)» | 3:52     |  |
| 12.                        | «Sons of Scotland!» (Wallace)                                                                      | 12:09    |  |
| 13.                        | «Vision of Murron»                                                                                 | 1:45     |  |
| 14.                        | «Unite the lans!» (Wallace)                                                                        | 0:23     |  |
| 15.                        | «The legend spreads (Storytellers)»                                                                | 1:07     |  |
| 16.                        | «Why do you help me?» (Wallace and Princess Isabelle)                                              | 0:37     |  |
| 17.                        | «For the love of a princess»                                                                       | 4:05     |  |
| 18.                        | «Not every man really lives» (Wallace and Isabelle)                                                | 4:09     |  |
| 19.                        | «The prisioners wishes to say a word» (The executioner and Wallace)                                | 3:43     |  |
| 20.                        | «After the behading» (Robert the Bruce)                                                            | 1:48     |  |
| 21.                        | «You have bled with Wallace!» (Robert the Bruce)                                                   | 1:22     |  |
| 22.                        | «Warrior poets» (William Wallace)                                                                  | 0:29     |  |
| 23.                        | «Scotland the Brave (Traditional)»                                                                 | 2:47     |  |
| 24.                        | «Leaving Glenhurqhat (Traditional)»                                                                | 3:32     |  |
| 25.                        | «Kirkhill (Traditional)»                                                                           | 4:08     |  |
| 01:08:31                   | |          |  |

## Comparaciones con los hechos históricos

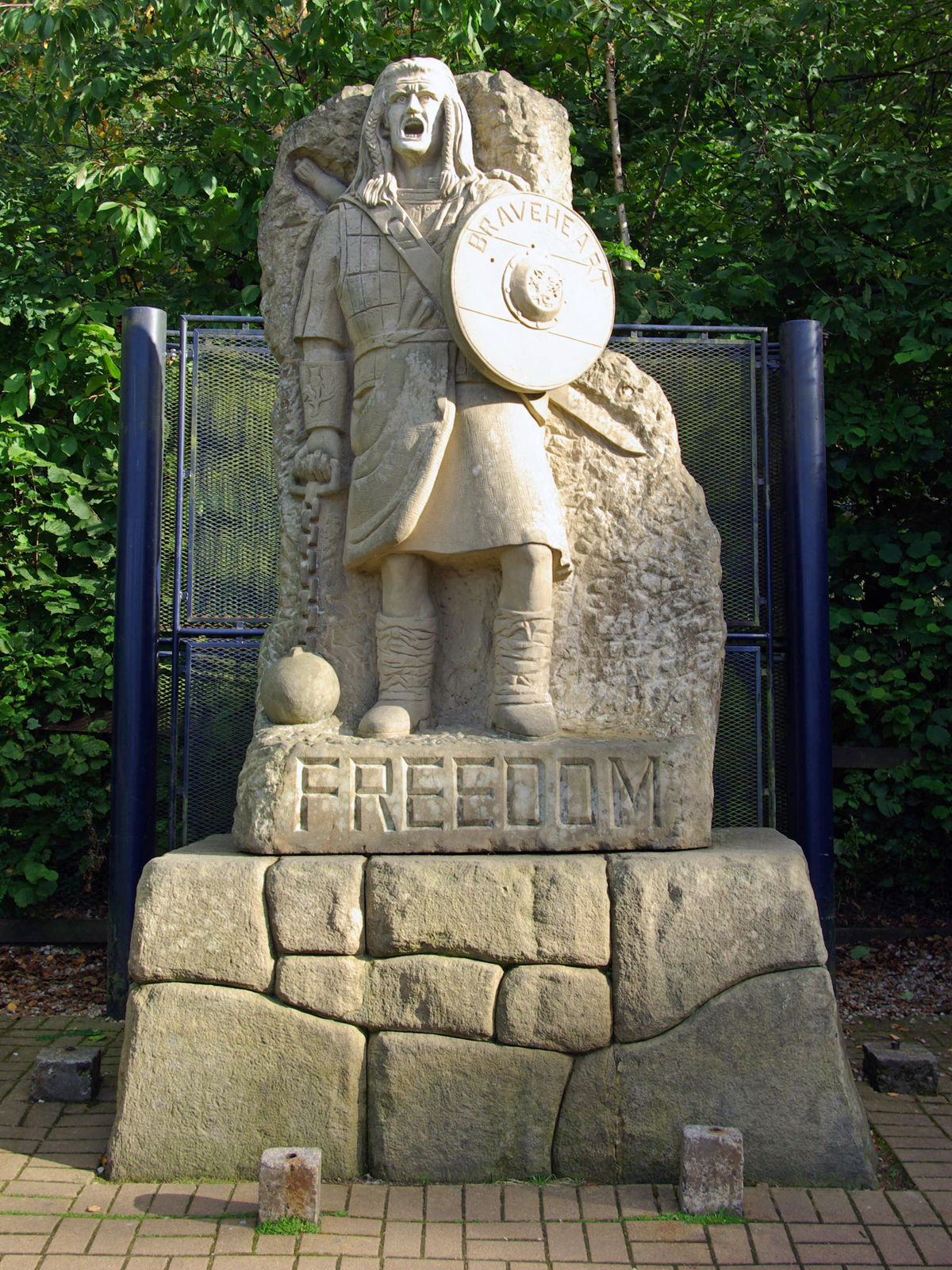
Estatua de William Wallace modelada según la imagen del personaje de Mel Gibson en Braveheart e inaugurada en 1997, adyacente a la taquilla del National Wallace Monument.

- Sir William Wallace era el segundo hijo de Malcolm Wallace, un hidalgo terrateniente de ascendencia galesa. Otras fuentes sugieren, sin embargo, que los Wallace de la región de Clyde eran en realidad de origen étnico cúmbrico; siendo este un antiguo pueblo céltico-britano que hasta el momento de su extinción, se estima que a inicios del siglo XII, habitaba una zona entre los Lowlands y el norte de Inglaterra. Este pueblo hablaba una lengua muy similar al galés. Nació noble, no campesino como en la película (aunque en esta se reconoce que tenían tierras propias). Nació hacia 1270 en Elderslee (condado de Ayrshire). Iba a seguir la carrera eclesiástica pero la muerte de su padre a causa de una incursión inglesa, en 1291, hizo que jurase vengarse.
- La lengua de Wallace, Robert Bruce y en general de los escoceses de la época era el gaélico escocés, así como la lengua de la aristocracia y realeza inglesas de la época (así como del propio Robert Bruce y otros nobles escoceses de origen anglonormando) era el anglonormando o anglofrancés, una variante oïl similar al francés propiamente dicho y que fuera traída a las islas británicas por los normandos y los angevinos (cabe recordar que la dinastía reinante eran los Plantagenet y ese era el idioma oficial de la corte inglesa); pero la película está totalmente en inglés por motivos prácticos.
- El derecho de pernada realmente si existió como derecho por parte de los nobles ingleses de la época. Se trató de excluir de la película; pero fue añadida para dar al dominio inglés una apariencia más vil, acontecimientos que tuvieron plena vigencia durante el reinado del Rey Eduardo piernas largas.
- La esposa del Wallace histórico era Marian Braidfoot. Se le cambió el nombre a Murron para evitar confusiones con Lady Marian, personaje de Robin Hood. Wallace ya había comenzado a hostigar a los ingleses cuando Marian (Murron) fue asesinada como represalia por el sheriff inglés de Lanark, William de Hazelrig, en mayo de 1297.
- La princesa Isabel no llegó a Inglaterra hasta 1308 (con 16 años), tras la muerte de Wallace y de Longshanks, para casarse en un matrimonio político con el príncipe de Gales, Eduardo II de Inglaterra.
- En la película no se menciona al lugarteniente del Wallace histórico, Sir Andrew Moray, uno de los caballeros más importantes de Escocia y que actuaba desde el norte del país. Murió a consecuencia de sus heridas poco después de la Batalla de Stirling.
- La batalla de Stirling Bridge, la gran victoria de Wallace, fue distinta a como figura en la película. La batalla de la película está más bien inspirada en otras batallas medievales, como Aljubarrota y Azincourt. El emotivo discurso de Wallace antes de la batalla está inspirado en el Enrique V de Shakespeare, pero con palabras del siglo XX.
- El guion de la película está basado en un poema del Ciego Harry, poeta escocés del siglo XV. Pero Harry extrapoló a la época de Wallace la corrupción y la anglofilia de la nobleza de su época. Wallace y Moray eran nobles, Bruce, Balliol y otros nobles también lucharon contra los invasores.
- En la batalla de Falkirk las fuerzas de Wallace son diezmadas por los arqueros galeses, por la superioridad numérica de los ingleses y por la deserción de los nobles. Wallace recibió un flechazo en la garganta (en la película es en el pecho), pero logró sobrevivir y escapar. Sin embargo, Eduardo I no pudo conquistar más que una pequeña zona del país. Robert Bruce y otros continuaron la resistencia hasta que la paz anglo-francesa y la caída del castillo de Stirling en 1304 les obligaron a negociar la paz. Los irlandeses eran usados como carne de cañón, y es de imaginar que no tendrían simpatías por los ingleses, pero es improbable un cambio de bando como el de la película.
- Mientras tanto, Wallace huyó al continente, donde buscó apoyos a la causa escocesa ante el rey Felipe IV de Francia, el rey Haakon V de Noruega y ante el papa Bonifacio VIII. Pero la firma de la paz entre Inglaterra y Francia echó por tierra estas gestiones. Este exilio tampoco figura en la película, que sitúa su estancia en el extranjero antes de la rebelión, en vez de después.
- Podía haberse quedado en Francia, pero regresó a Escocia para reiniciar la rebelión, pero fue traicionado por un noble colaboracionista, John Mentieth, a cambio de dinero. Los ingleses lo capturaron en su escondite de Glasgow, trasladado a Londres, condenado a muerte y ejecutado en 1305.
- Mientras que en la película el rey Eduardo I de Inglaterra muere casi en el mismo instante en el que lo hace Wallace, en realidad lo hizo casi dos años después de la ejecución de este. A Wallace lo ejecutaron en 1305 y el rey murió en julio de 1307.

## Estrenos mundiales
| País                                                                          | Fecha de estreno                   |
| ----------------------------------------------------------------------------- | ---------------------------------- |
| Alemania                                                                      | Jueves 5 de octubre de 1995        |
| Argentina                                                                     | Jueves 24 de agosto de 1995        |
| Australia                                                                     | Jueves 1 de junio de 1995          |
| Austria                                                                       | Viernes 6 de octubre de 1995       |
| Bélgica                                                                       | Miércoles 4 de octubre de 1995     |
| Belice · Costa Rica · El Salvador · Guatemala · Honduras · Nicaragua · Panamá | Viernes 16 de junio de 1995        |
| Bolivia                                                                       | Martes 10 de octubre de 1995       |
| Brasil                                                                        | Jueves 15 de junio de 1995         |
| Bulgaria                                                                      | Viernes 3 de noviembre de 1995     |
| Chile                                                                         | Jueves 3 de agosto de 1995         |
| Colombia                                                                      | Jueves 10 de agosto de 1995        |
| Corea del Sur                                                                 | Sábado 17 de junio de 1995         |
| Croacia                                                                       | Jueves 19 de octubre de 1995       |
| Dinamarca                                                                     | Viernes 11 de agosto de 1995       |
| Ecuador                                                                       | Miércoles 13 de septiembre de 1995 |
| Egipto                                                                        | Viernes 10 de noviembre de 1995    |
| Eslovenia                                                                     | Jueves 12 de octubre de 1995       |
| España                                                                        | Miércoles 11 de octubre de 1995    |
| Estados Unidos · Canadá                                                       | Miércoles 24 de mayo de 1995       |
| Estonia                                                                       | Viernes 17 de noviembre de 1995    |
| Filipinas                                                                     | Miércoles 19 de julio de 1995      |
| Finlandia                                                                     | Viernes 1 de septiembre de 1995    |
| Francia                                                                       | Miércoles 4 de octubre de 1995     |

| País                         | Fecha de estreno                  |
| ---------------------------- | --------------------------------- |
| Grecia                       | Viernes 24 de noviembre de 1995   |
| Hong Kong                    | Jueves 28 de septiembre de 1995   |
| Hungría                      | Jueves 26 de octubre de 1995      |
| India                        | Viernes 15 de septiembre de 1995  |
| Indonesia                    | Miércoles 12 de julio de 1995     |
| Islandia                     | Viernes 15 de septiembre de 1995  |
| Israel                       | Viernes 28 de julio de 1995       |
| Italia                       | Viernes 1 de diciembre de 1995    |
| Jamaica                      | Miércoles 6 de septiembre de 1995 |
| Japón                        | Sábado 14 de octubre de 1995      |
| Letonia                      | Viernes 10 de noviembre de 1995   |
| Líbano                       | Viernes 27 de octubre de 1995     |
| Lituania                     | Viernes 17 de noviembre de 1995   |
| Malasia                      | Jueves 1 de junio de 1995         |
| México                       | Viernes 16 de junio de 1995       |
| Noruega                      | Viernes 18 de agosto de 1995      |
| Nueva Zelanda                | Viernes 23 de junio de 1995       |
| Países Bajos                 | Jueves 7 de septiembre de 1995    |
| Perú                         | Viernes 8 de septiembre de 1995   |
| Polonia                      | Viernes 8 de septiembre de 1995   |
| Portugal                     | Viernes 15 de diciembre de 1995   |
| Puerto Rico                  | Jueves 8 de junio de 1995         |
| Reino Unido Irlanda          | Viernes 8 de septiembre de 1995   |
| República Checa · Eslovaquia | Jueves 31 de agosto de 1995       |
| República Dominicana         | Jueves 3 de agosto de 1995        |
| Rumania                      | Viernes 15 de septiembre de 1995  |
| Serbia y Montenegro          | Jueves 21 de marzo de 1996        |
| Singapur                     | Jueves 1 de junio de 1995         |
| Sudáfrica                    | Viernes 4 de agosto de 1995       |
| Suecia                       | Viernes 1 de septiembre de 1995   |
| Suiza                        | Viernes 13 de octubre de 1995     |
| Tailandia                    | Viernes 21 de julio de 1995       |
| Taiwán                       | Sábado 8 de julio de 1995         |
| Turquía                      | Viernes 22 de septiembre de 1995  |
| Uruguay                      | Viernes 4 de agosto de 1995       |
| Venezuela                    | Miércoles 23 de agosto de 1995    |

## Premios
Premios Óscar
| Año  | Categoría                             | Receptor                                            | Resultado  |
| ---- | ------------------------------------- | --------------------------------------------------- | ---------- |
| 1995 | Mejor película                        | Mel Gibson Alan Ladd, Jr. Bruce Davey               | Ganadora   |
| 1995 | Mejor director                        | Mel Gibson                                          | Ganador    |
| 1995 | Mejor fotografía                      | John Toll                                           | Ganador    |
| 1995 | Mejor sonido                          | Andy Nelson Scott Millan Anna Behlmer Brian Simmons | Candidatos |
| 1995 | Mejor banda sonora original dramática | James Horner                                        | Candidato  |
| 1995 | Mejor montaje                         | Steven Rosenblum                                    | Candidato  |
| 1995 | Mejor guion original                  | Randall Wallace                                     | Candidato  |
| 1995 | Mejor diseño de vestuario             | Charles Knode                                       | Candidato  |
| 1995 | Mejor edición de sonido               | Lon Bender Per Hallberg                             | Ganadores  |
| 1995 | Mejor maquillaje                      | Peter Frampton Paul Pattison Lois Burwell           | Ganadores  |

Premios Globo de Oro
| Año  | Categoría                   | Receptor        | Resultado |
| ---- | --------------------------- | --------------- | --------- |
| 1995 | Mejor película - Drama      | Mel Gibson      | Candidata |
| 1995 | Mejor director              | Mel Gibson      | Ganador   |
| 1995 | Mejor guion                 | Randall Wallace | Candidato |
| 1995 | Mejor banda sonora original | James Horner    | Candidato |

Premios BAFTA
| Año  | Categoría                     | Receptor                                                                    | Resultado  |
| ---- | ----------------------------- | --------------------------------------------------------------------------- | ---------- |
| 1995 | Mejor dirección               | Mel Gibson                                                                  | Candidato  |
| 1995 | Mejor cinematografía          | John Toll                                                                   | Ganador    |
| 1995 | Mejor sonido                  | Per Hallberg Lon Bender Brian Simmons Andy Nelson Scott Millan Anna Behlmer | Ganadores  |
| 1995 | Mejor música                  | James Horner                                                                | Candidato  |
| 1995 | Mejor diseño de producción    | Thomas E. Sanders                                                           | Candidato  |
| 1995 | Mejor diseño de vestuario     | Charles Knode                                                               | Ganador    |
| 1995 | Mejor maquillaje y peluquería | Peter Frampton Paul Pattison Lois Burwell                                   | Candidatos |

Medallas del Círculo de Escritores Cinematográficos de 1995
| Categoría                 | Resultado |
| ------------------------- | --------- |
| Mejor película extranjera | Ganadora  |